# Mark Feuerstein
Pour les articles homonymes, voir Feuerstein.
Mark Feuerstein est un acteur et réalisateur américain né le 8 juin 1971, il tient le rôle principal dans la série de USA Network Royal Pains.

## Biographie
Mark Feuerstein est né à New York, d'un père avocat et d'une mère professeure. Il a étudié à la London Academy of Music and Dramatic Art et à l'école Philippe Gaulier en France. Il s'est marié en 2005 avec Diana Klein. Il a 3 enfants.

## Filmographie

### Cinéma
- 1998 : Les Ensorceleuses, de Griffin Dunne
- 2000 : Ce que veulent les femmes
- 2000 : L'Enfer du devoir (Rules of engagement) de William Friedkin
- 2005 : In Her Shoes
- 2008 : Les Insurgés
- 2012 : In Your Eyes
- 2015 : Larry Gaye: Renegade Male Flight Attendant (en)
- 2015 : Meadowland de Reed Morano : Rob

### Télévision
- 1999 : Sex and the City : Josh (Épisode 2x04 : On achève bien les célibataires, n'est-ce pas ?)
- 2000 : Ally McBeal : Hammond Deering (Épisode 3x13 Préjugés)
- 2001-2005 : À la Maison-Blanche : Clifford Calley
- 2005 : The Closer : L.A. enquêtes prioritaires : Dr. Jerome (Saison 1 épisode 5)
- 2006 : 3 lbs. : Dr Jonathan Seger
- 2009-2016 : Royal Pains : Hank Lawson
- 2017 : Prison Break : Jacob, le mari de Sara
- 2017-2018 : Appartements 9JKL : Josh Roberts
- 2019 : 
  - New York, unité spéciale (saison 20, épisode 11) : docteur Heath Barron
  - Les Baby-sitters : Watson brewer
- 2020 : Power Book II: Ghost : Steven Ott